# 糖ホスファターゼ
糖ホスファターゼ(Sugar-phosphatase、EC 3.1.3.23)は、以下の化学反応を触媒する酵素である。
リン酸化糖 + 水{\displaystyle \rightleftharpoons }糖 + リン酸
従って、この酵素の2つの基質はリン酸化糖と水、2つの生成物は糖とリン酸である。
この酵素は加水分解酵素に分類され、特にリン酸エステル結合に作用する。系統名は、リン酸化糖ホスフホヒドロラーゼ(sugar-phosphate phosphohydrolase)である。

## 構造
2007年末時点で、1つの構造が解かれている。蛋白質構造データバンクのコードは、2HF2である。